# To the Bottom of the Sea
To the Bottom of the Sea – album amerykańskiego muzyka rockowego Voltaire’a, wydany w 2008 roku.
Jest to pierwsza płyta Voltaire’a, do której powstał teledysk – nakręcono go do utworu Happy Birthday (My Olde Friend). Część piosenek z albumu została użyta w grze MMO Adventure Quest Worlds.
Utwór Accordion Player stanowi cover piosenki Julii Marcell. Marcell śpiewa z Voltairem w utworze This Sea. Utwór Coin Operated Goi stanowi parodię piosenki The Dresden Dolls Coin Operated Boy.

## Lista utworów
1. „The Industrial Revolution (And How It Ruined My Life)”
2. „Robber Baron”
3. „Stakes and Torches (the uprising of the peasants)”
4. „Happy Birthday (My Olde Friend)”
5. „Coin Operated Goi”
6. „Accordion Player”
7. „This Sea”
8. „The Beast of Pirate’s Bay”
9. „Tempest”
10. „This Ship’s Going Down”
11. „To The Bottom Of The Sea”
12. „Death Death (Devil, Devil, Devil, Devil, Evil, Evil, Evil, Evil Song)”